# DISCOVER JAPAN (アルバム)
『DISCOVER JAPAN』（ディスカヴァー・ジャパン）は、鈴木雅之の2枚目のカバー・アルバム。

## 解説
東日本大震災の影響を受けて制作が開始されたカバー・アルバムのシリーズ第1弾であり、ソロ・デビュー25周年の記念アルバムでもある。カバー・アルバムとしての前作『Soul Legend』はソウル・ミュージックを主とした洋楽カヴァーだったが、本作は日本の楽曲からセレクトされている。本作を引っ提げてコンサート・ツアー『Masayuki Suzuki taste of martini tour 2011〜DISCOVER JAPAN〜』が開催された。
初回生産限定盤と通常盤の2形態で発売されており、初回生産限定盤は『レコーディング風景「愛し君へ」』を収録したDVDとの2枚組のデジパック仕様となっている。また、「愛し君へ」が先行シングルとして8月3日に発売され、アルバムに「ママがサンタにキッスした」のカバーが収録されていたことから、11月9日からは期間限定で“スペシャルクリスマス・パッケージ仕様”が発売された。
本作は、第53回日本レコード大賞で「優秀アルバム賞」を受賞している。

## 収録曲
| 全編曲: 服部隆之。 |                                                        |                                |                                |           |       |
| #                  | タイトル                                               | 作詞                           | 作曲                           | 日本語詞  | 時間  |
| 1.                 | 「幻想曲 第25楽章 〜A Quarter Century of Discovery〜」 |                                | 服部隆之                       |           | 1:35  |
| 2.                 | 「L-O-V-E」                                            | - Bert Kaempfert - Milt Gabler | - Bert Kaempfert - Milt Gabler | 漣健児    | 3:09  |
| 3.                 | 「夢の中で会えるでしょう」                             | 高野寛                         | 高野寛                         |           | 6:08  |
| 4.                 | 「愛し君へ」                                           | - 森山直太朗 - 御徒町凧        | 森山直太朗                     |           | 5:06  |
| 5.                 | 「熱き心に」                                           | 阿久悠                         | 大瀧詠一                       |           | 5:01  |
| 6.                 | 「ヘイヘイブギ」                                       | 藤浦洸                         | 服部良一                       |           | 3:01  |
| 7.                 | 「愛燦燦」                                             | 小椋佳                         | 小椋佳                         |           | 5:52  |
| 8.                 | 「そっとおやすみ」                                     | クニ河内                       | クニ河内                       |           | 4:13  |
| 9.                 | 「ママがサンタにキッスした」                           | Tommie Connor                  | Tommie Connor                  | 漣健児    | 2:53  |
| 10.                | 「ラヴ・イズ・オーヴァー」                             | 伊藤薫                         | 伊藤薫                         |           | 5:23  |
| 11.                | 「I'm Here」                                           | 麻生圭子                       | 鈴木雅之                       |           | 5:47  |
| 合計時間:          | 合計時間:                                              | 合計時間:                      | 合計時間:                      | 合計時間: | 48:08 |

| #  | タイトル                           | 作詞 | 作曲・編曲 |
| -- | ---------------------------------- | ---- | ---------- |
| 1. | 「レコーディング風景「愛し君へ」」 |      |            |